# Stéphanie Leblon
Stéphanie Leblon (Ieper, 22 december 1970) is een Belgisch beeldend kunstenaar die leeft en werkt in Gent (Sint-Amandsberg). Ze creëert schilderijen, gouaches, tekeningen en sculpturen.

## Opleiding
Stéphanie Leblon studeerde schilderkunst Hoger instituut St-Lucas Gent. In 1995 behaalde ze haar Meestergraad in de Schilderkunst. Nadien volgde zij een postgraduaat aan het HISK.

## Situering
Stéphanie Leblon schildert en tekent figuren, portretten en landschappen.
Ze plaatst deze op een eigenzinnige wijze op haar schildersdoek. Personen en situaties lijken ogenschijnlijk niet bij elkaar te horen maar toch maken ze deel uit van een spel met een eigen logica, dat zich stelselmatig ontwikkeld. In haar schilderijen schuilt een uitgesproken psychologische lading en tegelijk een duidelijke zin voor relativering. De psychische geladenheid en de vervreemding verschillen van schilderij tot schilderij.
De figuren uit haar schilderijenreeks De Opgemeten toestand 2008-2009 en Mixed minds 2009-2010 zijn op zoek, vaak met de blik naar binnen gericht.
In haar installatie Liquid times 2017 in  het erfgoeddepot De Potyze in Ieper verdwijnt de figuratie subtiel in zijn omgeving.   In de soloshow Brainblossom 2022 en Growflow 2023 is de natuur is haar inspiratiebron. Door middel van ieder werk richt  zij zich tot de toeschouwer met de vraag hoe we een samenleving kunnen uitbouwen waarbij we streven naar een geconnecteerd zijn, naar een in balans zijn met de natuur. 

## Onderscheidingen
- 2010: Laureaat vierjaarlijkse prijs voor beeldende kunst van de Provincie West-Vlaanderen
- 2002: Gaverprijs Cultureel centrum, Waregem
- 2001: Stimulans 01, Kortrijk - Eervolle vermelding
- 2000: Provinciale prijs Beeldende Kunst 1999 Oost-Vlaanderen, Eervolle vermelding Caermerklooster, Gent
- 1997: Godecharleprijs Akademie Brussel
- 1997: Gaverprijs Cultureel centrum, Waregem

## Tentoonstellingen
In 2005 nam Leblon deel aan de tentoonstelling Verfraaiing in Brugge. Dichter Luuk Gruwez schreef een gedicht rond haar werk: 'Man met hond' (dichtbundel Lagerwal, 2008).
Haar werk was in 2009 te zien op de overzichtstentoonstelling Fading in het museum van Elsene, een tentoonstelling met werk van Belgische schilders. In 2010 was in CC Ieper de tentoonstelling Roots te zien, waar Leblon werk toonde uit de reeks Mixed Minds. In 2012 werkte zij aan een reeks van 14 grote formaten voor de tentoonstelling Vertigo in het Neues Kunstforum Keulen. In 2014 nam Stéphanie Leblon deel aan de groepstentoonstelling Health, Something of Value in de Nationale Bank van België.